# Montinvest Beograd
Montinvest Beograd (code BELEX : MOIN) est une entreprise serbe qui a son siège social à Belgrade, la capitale de la Serbie. Elle travaille dans le secteur de la construction. Elle entre dans la composition du BELEXline, l'un des indices principaux de la Bourse de Belgrade.
La société possède des bureaux à Moscou, Munich et Tripoli.

## Histoire
Montinvest a été créée en 1961 par l'association de plusieurs entreprises travaillant dans le secteur de la construction. En 1991, elle a été transformée en société par actions.
Montinvest Beograd a été admise au marché non réglementé de la Bourse de Belgrade le 4 juillet 2007 ; le 29 mai 2012, elle a été admise au libre marché.

## Activités
Montinvest est une société spécialisée dans le domaine de la construction. Ses activités comprennent des services de conseil, d'ingénierie, de conception, de construction, de montage et de maintenance.
Parmi ses projets et ses réalisations récentes, on peut citer le Centre d'affaires Mostrangaz à Moscou, un complexe clef en main qui couvre une superficie d'environ 90 000 m2 ou le bâtiment administratif de la société Gazexport, également situé à Moscou. Elle a également réalisé des installations pour le Terminal 2 de l'Aéroport de Munich. Elle a encore réalisé des travaux de maintenance dans le centre médical de Tripoli, l'usine pétrochimique de Litvinov, en République tchèque et le Forum Hotel de Bratislava.
En Serbie, Montinvest a conçu et construit son siège social de la rue Černiševskog à Belgrade et, toujours à Belgrade, des immeubles rue Požarevačka et rue Alekse Nenadovića ; elle a aussi conçu et réalisé le complexe chimique de Pančevo et réalisé le système d'alimentation en eau de Petrovac na Mlavi.

## Données boursières
Le 29 mars 2013, l'action de Montinvest Beograd valait 6 000 RSD, soit 53,80 EUR. Elle a connu son cours le plus élevé, soit 47 995 RSD (430,40 EUR), le 4 septembre 2008 et son cours le plus bas, soit 5 000 RSD (44,83 EUR), le 23 janvier 2013.
Le capital de Montinvest Beograd est détenu à hauteur de 11,69 % par Kovin d.o.o. Beograd, 10,75 % par la Société Générale Srbija et 10,19 % par l'Unicredit Bank Srbija.